# Colombia i olympiska vinterspelen 2018
Colombia deltog i de olympiska vinterspelen 2018 i Pyeongchang, Sydkorea, med en trupp på fyra atleter (tre män, en kvinna) fördelat på tre sporter.
Vid invigningsceremonin bars Colombias flagga av skridskoåkaren Pedro Causil.